# Thouarella
Thouarella is een geslacht van neteldieren uit de klasse van de Anthozoa (bloemdieren).

## Ondergeslachten en soorten
- Thouarella (Diplocalyptra) Kinoshita, 1908
  - Thouarella (Diplocalyptra) coronata (Kinoshita, 1908)
  - Thouarella (Diplocalyptra) parva (Kinoshita, 1908)
- Thouarella (Epithouarella) Kükenthal, 1915
  - Thouarella (Epithouarella) affinis Wright & Studer, 1889
  - Thouarella (Epithouarella) chilensis Kükenthal, 1908
  - Thouarella (Epithouarella) crenelata Kükenthal, 1907
  - Thouarella (Epithouarella) viridis Zapata-Guardiola & Lopez-González, 2010
- Thouarella (Euthouarella) Kükenthal, 1915
  - Thouarella (Euthouarella) grasshoffi Cairns, 2006
  - Thouarella (Euthouarella) hilgendorfi (Studer, 1879)
  - Thouarella (Euthouarella) laxa Versluys, 1906
  - Thouarella (Euthouarella) longispinosa Kükenthal, 1912
  - Thouarella (Euthouarella) moseleyi Wright & Studer, 1889
  - Thouarella (Euthouarella) tydemani Versluys, 1906
  - Thouarella (Euthouarella) typica Kinoshita, 1907
- Thouarella (Thouarella) Gray, 1870
  - Thouarella (Thouarella) andeep Zapata-Guardiola & Lopez-González, 2010
  - Thouarella (Thouarella) antarctica (Valenciennes, 1846)
  - Thouarella (Thouarella) bayeri Zapata-Guardiola & Lopez-González, 2010
  - Thouarella (Thouarella) bipinnata Cairns, 2006
  - Thouarella (Thouarella) brucei (Thomson & Ritchie, 1906)
  - Thouarella (Thouarella) clavata Kükenthal, 1908
  - Thouarella (Thouarella) hicksoni Thomson, J.S., 1911
  - Thouarella (Thouarella) koellikeri Wright & Studer, 1889
  - Thouarella (Thouarella) minuta Zapata-Guardiola & Lopez-González, 2010
  - Thouarella (Thouarella) pendulina (Roule, 1908)
  - Thouarella (Thouarella) sardana Zapata-Guardiola & Lopez-González, 2010
  - Thouarella (Thouarella) striata Kükenthal, 1907
  - Thouarella (Thouarella) undulata Zapata-Guardiola & Lopez-González, 2010
  - Thouarella (Thouarella) variabilis Wright & Studer, 1889
  - Thouarella biserialis (Nutting, 1908)
  - Thouarella cristata Cairns, 2011
  - Thouarella dispersa Kükenthal, 1912
  - Thouarella goesi (Aurivillius, 1931)
  - Thouarella grandiflora Kükenthal, 1912
  - Thouarella parachilensis Taylor, Cairns, Agnew & Rogers, 2013
  - Thouarella regularis (Wright & Studer, 1889)
  - Thouarella trilineata Cairns, 2011
  - Thouarella vitjaz Zapata-Guardiola & López-González, 2012